# Чивиталупарела
Чивиталупарела (итал. Civitaluparella) је насеље у Италији у округу Кјети, региону Абруцо.
Према процени из 2011. у насељу је живело 302 становника. Насеље се налази на надморској висини од 907 м.

## Становништво
Према резултатима пописа становништва 2011. у општини је живело 349 становника.
| 1931. | 1936. | 1951. | 1961. | 1971. | 1981. | 1991. | 2001. | 2011. |
| ----- | ----- | ----- | ----- | ----- | ----- | ----- | ----- | ----- |
| 837   | 862   | 935   | 826   | 567   | 540   | 472   | 429   | 349   |